# ウツボカズラ属
ウツボカズラ属（ウツボカズラぞく、靫葛）は、葉先から伸びた蔓の先に捕虫袋をつける食虫植物。単独でウツボカズラ科（Nepenthaceae）を構成する。単にウツボカズラというと、そのうちの一種である、Nepenthes rafflesiana の標準和名だが、むしろこの属の植物の総称として使われることが多い。野生で約70種が知られており、園芸品種も多く作り出されている。

## 特徴
葉が壺型に変形し、虫を捕らえる。普通はつる植物で、他の植物に寄りかかって高くまで登る。一部に高く伸びない草本的なものもある。根は貧弱で、あまり発達しない。時に根元からも新芽を出す。葉は楕円形で、平行脈になっている。葉柄はひれがあって、基部は茎を抱くものが多い。葉の先端は細長く伸びて、その先端に壺状の捕虫器をつける。この細長く伸びた部分は、巻き鬚の役割も兼ねていて、途中の部分が他の植物に巻き付いたりもする。和名は、この袋を矢を入れる容器である靫に見立てたものである。英名は 'Tropical Pitcher Plant' である。
花はよく伸びたつるの先端に、穂状に長く伸びた総状花序として生じる。ただし一部に円錐花序を持つ例がある。雌雄異株で、雄花と雌花は別の株につく。いずれの花も小さく地味で、目立つものではない。花びらは四枚、成熟すると反り返る。雄花はその中央に多数の雄しべが集まって、雌花では雌しべが、いずれも花の中央から前に突き出す。
種子はごく小さい。発芽すると小さな双葉を出すが、その次に出る本葉はごく小さな捕虫器のみからなり、葉が出るたびに、次第に大きい捕虫器と葉をつけるようになる。

### 捕虫器

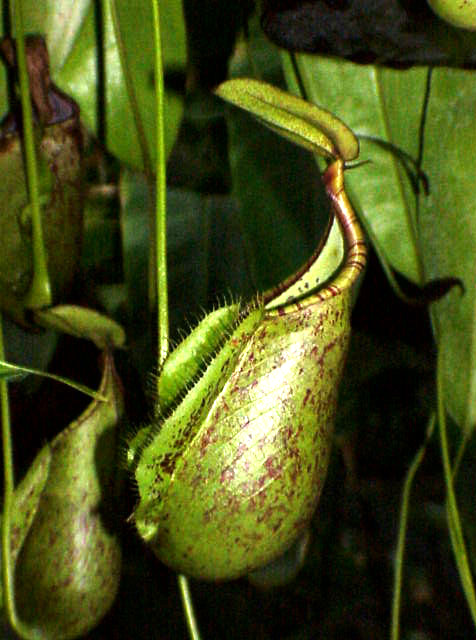
ウツボカズラ (Nepenthes rafflesiana) の捕虫器

ウツボカズラの捕虫器は、壺のような形で、いわゆる落とし穴式で虫を捕らえるようになっている。その形は種類によってさまざまである。
捕虫器は袋の形で、つるはその底面につながっている。上面には口があり、その上に蓋がついている。蓋は口を軽く覆うようになっており、背面側で袋の口に接続する。この蓋は袋の中に雨水などが入りにくくする役割を持っているもので、虫が入ると閉じる、などといったことはしない。しかしこの蓋の裏側の表面は虫は歩けるが適度に滑る様になっており、雨天時に避難してきた虫がこの蓋の裏にいると雨滴がこの蓋に当たった時に袋の中に落とす罠となっている事が最近分かっている。袋の外側の腹側、蓋のついた側の反対側には、二列のひれがついていることが多い。このヒレの間が、葉の表側である。
口の周囲は反り返り、ツルツルになって、虫が滑り落ちやすくなっている。種によっては、内側に下向きの返し刺が並ぶものもある。袋の中には底の方3割くらい、透明な液体が入っている。この液体はほとんど水であるが、消化液が含まれていて、ここに落ち込んだ昆虫は逃げ出そうとしても、ツルツルしている（蝋を塗ったような）袋の内側の壁に足を滑らせ、更に消化液を含む袋の内側の液体にも少しとろみがあるため、為す術もなく次第に消化され、袋の内側から吸収される。中にある水のようなものは虫を誘う蜜のようなものである。また、虫を誘うために蓋の裏側などに蜜腺をもつものもある。
捕虫器は、最初は葉の先端のつるの先の膨らみとして生じる。膨らみは次第に大きくなり、それにつれて基部で曲がって口を上に向け、袋の形になる。この時点では袋の口には蓋が密着しており、閉じているが、液はたまっており、やがて蓋が外れ、口の周囲が反り返って捕虫器が完成する。
袋の形は楕円形、ヒョウタン型、ラッパ状のものなど、種によってさまざまで、色も緑のものから、黄色味を帯びるもの、赤っぽくなるもの、表面にまだら模様があるものなどさまざまである。袋の口の部分が特に着色するものもある。また、種によっては蔓の低い位置から出るときと高い位置から出るときで袋の形が変わるものがある。地面近くの葉から生じる袋は、底が広い形で、高く伸びてから作る袋は、底が狭く、上が広がった形になるものが多い。特に有名なのは、N. amplaria で、茎の上の方につく袋は、下がすぼまったラッパ型だが、下につくものは、ほとんど球形と言ってよいほどに丸く、しかも、葉身がほとんどなくなって、ただ茎からツルが伸びてその先に袋をつけるような姿になる。茎の基部近くから芽が出た場合、多数の葉が集中して出て、そのような袋を茎の根本周辺の地表に並べるので、茎の根元は壷だらけになる。このような地表に乗っかって作られる袋のことを ground pitcher という。
なお、ウツボカズラの捕虫器は、実は葉の本体であり、実際の葉の本体に見えるのは、葉柄が広がって葉のようになったものだといわれる。葉脈が平行脈なのもそのためである。このようなものを偽葉 (phyllode) という。

#### 捕虫器にかかわる生物
昆虫が主として袋に落ち込む。空を飛んでくる虫が主体であるが、地表性のものも入る場合がある。カタツムリなどが入る場合があり、変わったところではカエルが見つかった例もある。
袋の中の液体は消化液であるが、後に次第にその能力を減じ、袋の中での分解は細菌類等が行なうようである。また、この袋が虫を集めるのを利用しようとする虫もある。カの仲間に、幼虫がウツボカズラの袋の中の液体に生息する種がある。また、袋の口に潜んで虫を捕らえるカニグモ科のクモが知られている。
ツパイの一種であるヤマツパイ(Tupaia montana) と齧歯目ネズミ科クマネズミ属に属するタカネクマネズミ (Rattus baluensis)が Nepenthes rajah の袋の蓋から分泌される液体を舐め(ツパイは昼間、ネズミは夜間)、袋に落された排泄物を栄養にする様子が観察された。液体は食物である果物に似た芳香物質を含むが、この液体が栄養源として他の食物より優れているのかは更なる研究が必要であり、また、哺乳類は袋の犠牲者となることもあるため、この関係が相利共生と言えるのかどうかはいまだ不明である。なお、哺乳類による袋への排泄は、ヒナコウモリ科の一種 (Kerivoula hardwickii) でも観察されている。このコウモリはウツボカズラを昼間の止まり木として利用する。ツパイによる排泄は、2種のウツボカズラでも確認されている。今回の発見は、1種のウツボカズラが昼行性と夜行性の2種の哺乳類と関係を持っているという点で画期的な物である。

## 生育環境

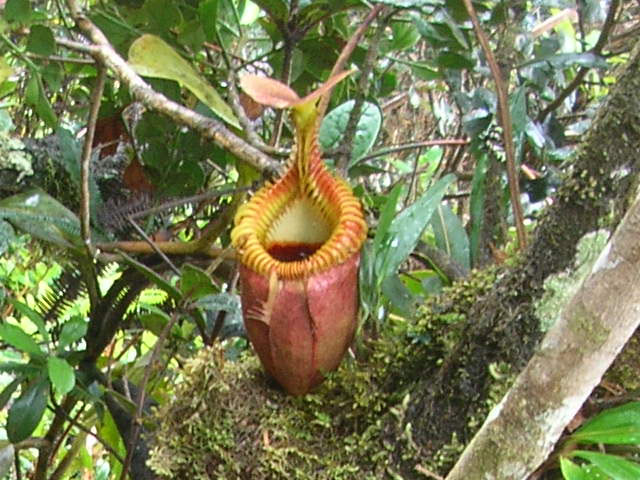
マレーシア、ボルネオ島のウツボカズラ

東南アジアが分布の中心である。東北側は香港から、フィリピン、タイをへてミャンマー、スリランカからセーシェル、そして飛び離れてマダガスカルに2種がある。南はオーストラリアのヨーク半島まで分布がある。この奇妙な分布は古くから注目を集め、ネペンテス型分布などと呼ばれる。しかし、インドネシア、マレーシアに種類が多く、最も集中しているのはボルネオ島で、キナバル山などを中心に多くの種が生育する。低地から3000mくらいの高地にまで生育地があり、特に高地には特殊なもの、変わった姿のものが知られている。
やや湿った場所に生育するものが多く、森林内や湿気の多い斜面などにある。湿地性の種もある。また、キエリウツボのような着生の種も知られる。

## 利用
最大の利用は観賞用である。

### 栽培
その奇妙な姿が人目を引くため、観葉植物として栽培される。人工交配も行われ、多くの交配品種が作られている。
普通はミズゴケを用いて鉢植えされ、温室などで栽培される。乾燥した状態では成長しても葉先に捕虫器が形成されないことがよくあるので、空中湿度を高く保つ必要がある。日本では冬越しは室内でなければならないが、普通の室内ではなんとか越冬させるだけ、というところである。できれば温室栽培が望ましい。
低地に産する種は高温多湿の条件を維持してやればよいが、キナバル山などの高地に産する種は、意外に高温に弱く、しかも多湿を好む。日本の夏には温度を下げつつ、湿度を上げねばならないので、栽培は難しい。冷房施設とともに自動霧発生装置などが必要である。逆に冬の寒さに強く、地域によっては無加温で冬越しすることも可能である。
数多くの交配種が作られており、暑さ寒さに強く丈夫な品種も多いため育てやすい。
繁殖は挿し木か取り木で行なう。普通は背が高くなるとあまり捕虫器がつきにくくなるので、途中で切り取る。その方が枝も増えて見栄えがよくなる。雌雄異株であるので、種子を作らせるのが難しいが、種子からの栽培も行なわれる。
ウツボカズラも乱獲のために希少種になってしまったものがあり、現在では野性株の持ち出しはワシントン条約で規制されている。

### その他の利用
現地では、単なる蔓として、ロープ代わりに使われるという。なお、袋が開く前には、中の液体を飲用にすることができる。

## 代表的な種

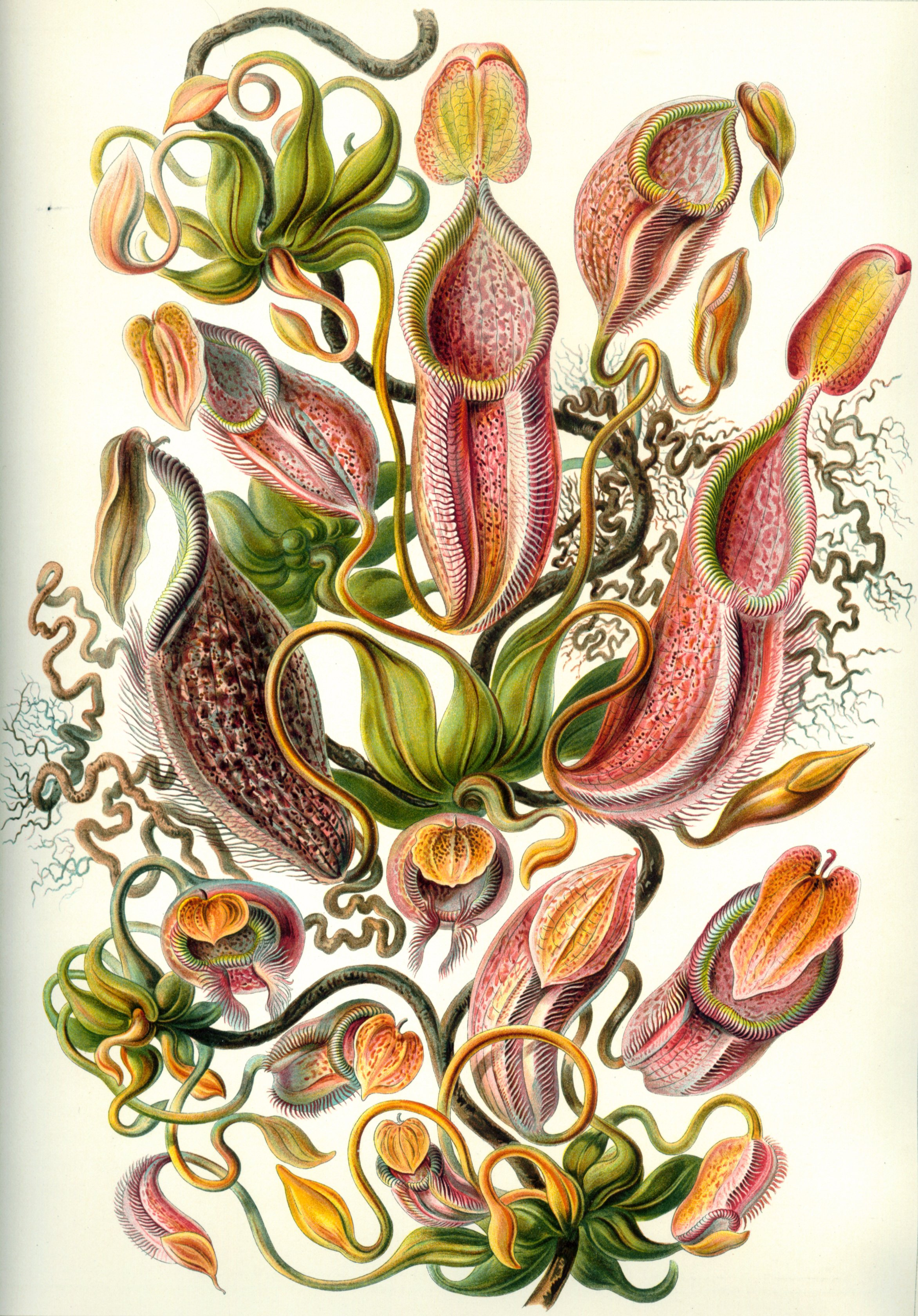
ヘッケルの『自然の芸術学的形態 (Kunstformen der Natur)』にあるウツボカズラの図

ウツボカズラは約70種以上があり、現在も新種が発見されている。また、自然雑種も知られている。人工交配による園芸品種も数多い。ここには日本でよく知られた種のみを挙げる。それ以外はウツボカズラ属の種一覧及びウツボカズラ属の一覧・地域別を参照のこと。

### 野生種

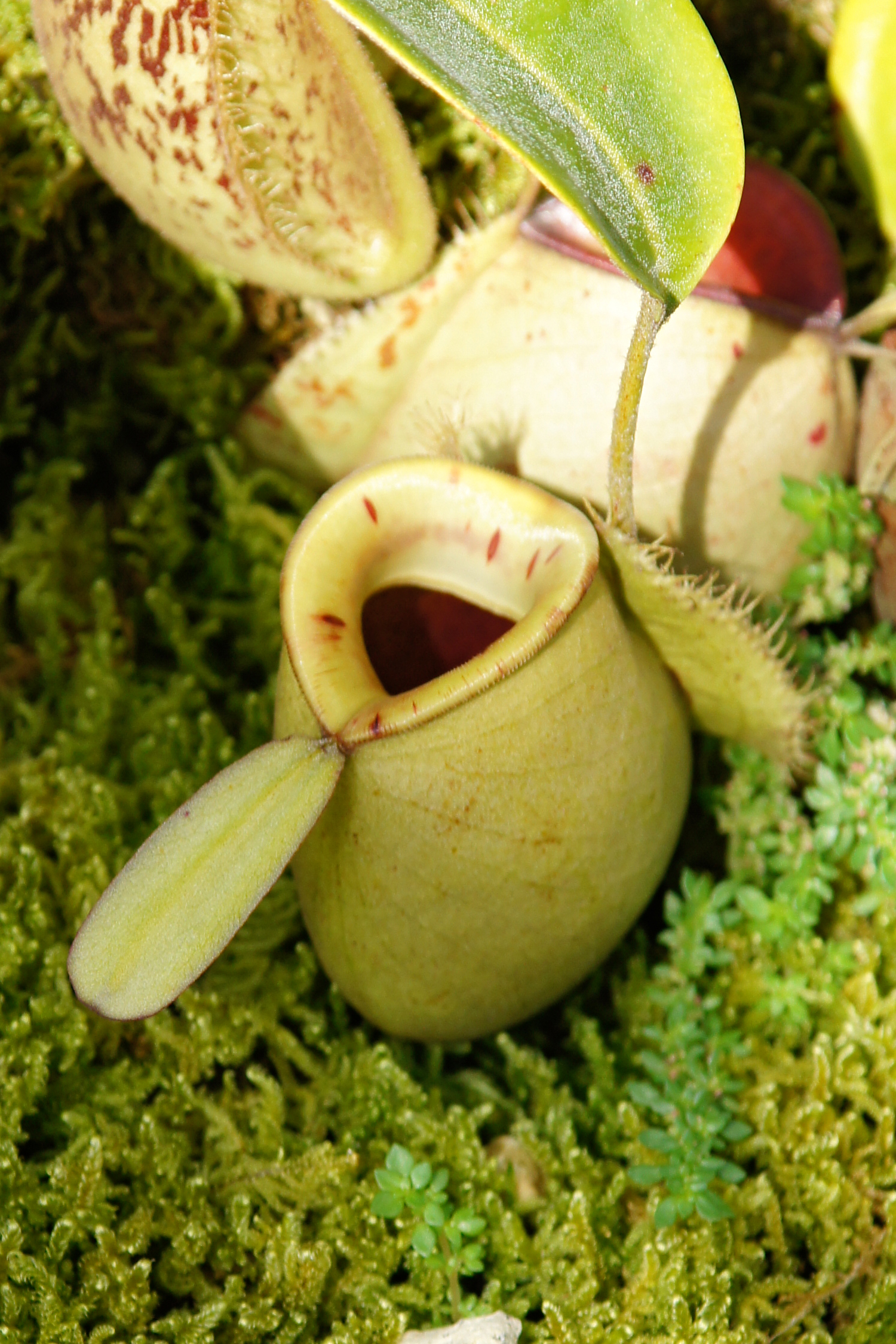
ツボウツボカズラ（壷靫草）
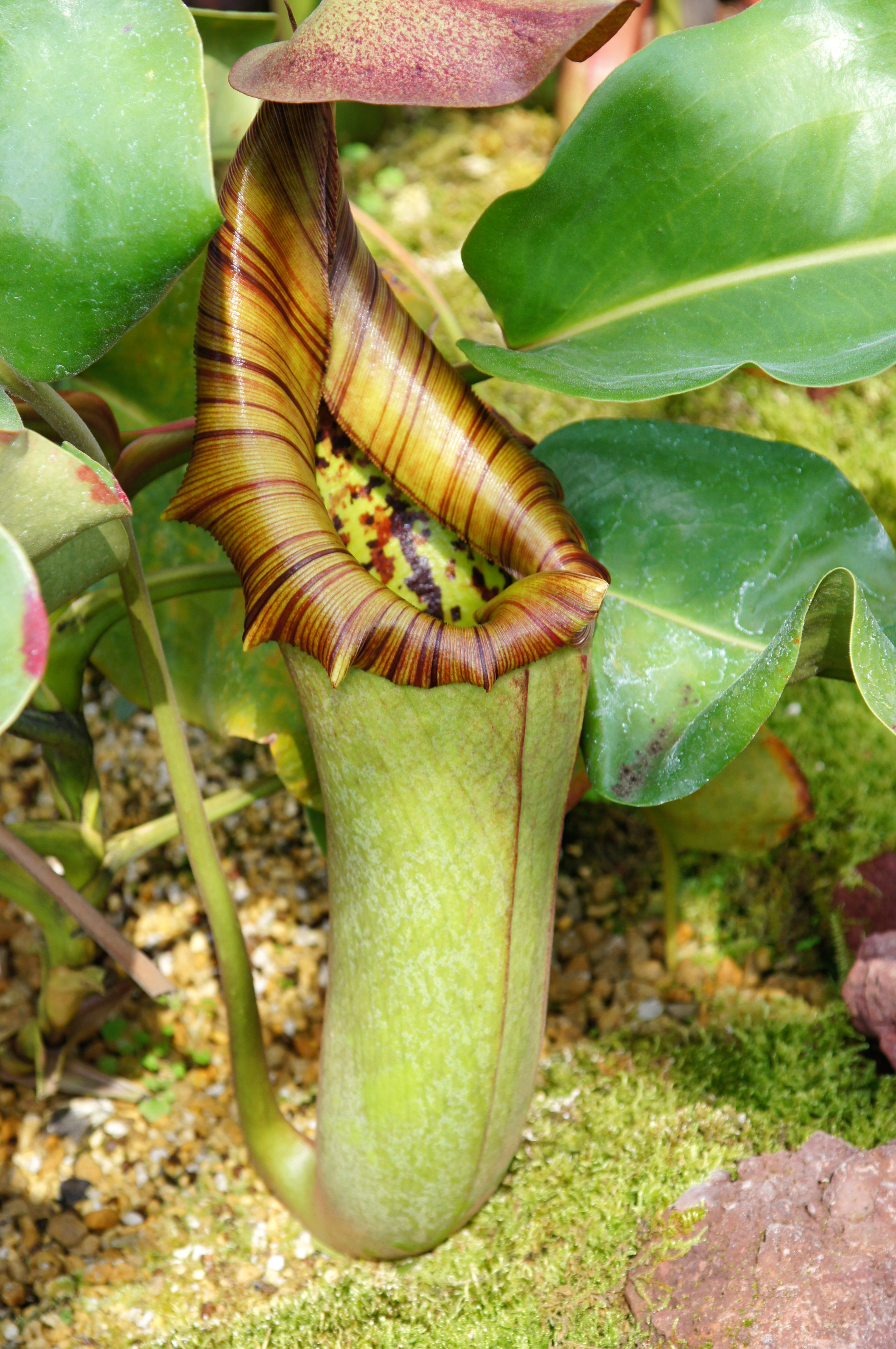
トランカータ N.truncata

ウツボカズラ（靫葛） - Nepenthes rafflesiana
東南アジアの平地に普通。斑紋のある壺を着ける。下の袋は丸っこい。
ツボウツボカズラ（壷靫草） - Nepenthes ampullaria
同じく。根本に丸い袋を密生する。袋のバリエーションが多く、人気の高い種類。温度と湿度さえ維持できれば育てやすい。
ムラサキウツボカズラ Nepenthes maxima
同じく。細長い袋にまだらが入る。
ナンヨウウツボカズラ（南洋靫草） - Nepenthes mirabillis
中国からオーストラリアにまで分布。水辺に生える。
ベントリコーサNepenthes ventricosa
フィリピンの高地に分布。途中がくびれた、ひれのない美しい壺を着ける。丈夫で育てやすい。
Nepenthes merrilliana
同じく。最大級の袋を着ける。大きいものは長さ45cmに達する。
トランカータ Nepenthes truncata
フィリピン、ミンダナオ原産の大型種。最大級の捕虫袋（50cm前後）を付ける。
オオウツボカズラ - Nepenthes rajah
ボルネオ島高地に分布。ウツボカズラの王とも呼ばれ、前種と並んで巨大な袋を着ける。ボンネットのような蓋を持ったフットボールサイズの袋は圧巻。蓋の部分から甘い汁を出し、それをヤマツパイに舐めさせて、彼らの糞尿を養分にする事がある。
シビンウツボカズラ - Nepenthes lowii
同じく、溲瓶型の袋を着ける。その特徴的な姿のため人気のある種類だが、暑さを嫌うためなかなか大きくすることは困難である。
マダガスカルウツボカズラ
マダガスカル産。
セーシェルウツボカズラ
セーシェル諸島産
- ツボウツボカズラ（壷靫草）
- トランカータ
N.truncata

### 交配品種
ヒョウタンウツボカズラ - Nepenthes x hybrida hort. Veitch ex Mast
もっとも普通に栽培されている種。模様のない、特に特徴のない細長めの袋を着ける。栽培しやすい。
ダイエリアナ Nepenthes dyeriana
栽培種で最大級の袋を着ける。
Nepenthes mixta
細長くてまだらのある袋を着ける。